# 熊谷信直
熊谷 信直（くまがい のぶなお）は、戦国時代から安土桃山時代にかけての武将。安芸国の国人である安芸熊谷氏の当主で、安芸武田氏家臣、後に毛利氏家臣。父は熊谷元直。娘の新庄局は吉川元春の正室。

## 生涯

### 父の戦死と家督相続
永正4年（1507年）、安芸武田氏に従う安芸国の国人領主・熊谷元直の嫡男として生まれる。なお、信直が生まれた安芸熊谷氏は、平安時代末期に治承・寿永の乱で活躍した熊谷直実の直系の子孫にあたる。
永正14年（1517年）、父の元直が武田元繁に従って、吉川氏麾下の小田信忠が守る有田城を攻撃。同年10月22日の有田中井手の戦いで吉川氏一門の宮庄経友と毛利元就が率いる吉川・毛利連合軍と戦ったが、元直は大叔父の水落直綱らと共に中井手において宮庄経友によって討ち取られた。父・元直の戦死により信直が家督を相続した。
父を討ち取った毛利氏や吉川氏とは敵対関係となるが、大永2年（1522年）10月29日のものとされる陶興房が毛利幸松丸に宛てた返書によると、毛利氏が熊谷氏と談合を行ったことを大内氏に報告し、大内氏側では両者の談合が行われたことに対し満足の意を示している。このことから、熊谷元直が戦死して間もない大永2年（1522年）頃には既に毛利氏と熊谷氏の間に和解の空気が醸成されていたことが窺われる。

### 安芸武田氏からの離反
信直が家督を継いだ後、安芸武田氏を離反するまでの熊谷氏については不明な点も多いが、軍記物の『陰徳太平記』によると、大永4年（1524年）に周防・長門の大名・大内義興が安芸国に侵攻して武田光和の居城である佐東銀山城を包囲し、大内軍の一部が三入庄まで進出したため、八木城主・香川吉景らの支援を得て、大内軍を打ち破った。同年7月には、香川光景や三須房清らと共に父・元直の仇の一人であった毛利元就の指揮下に入って大内包囲軍に奇襲をかけ、散々に打ち破った。また、同じ安芸武田家臣で可部の船山城主である山中成祐が嫡男・山中新四郎と共に信直の暗殺を画策したが失敗。その後、逆に信直は弟の直続、家臣の岸添直清、末田直道、細迫一郎右衛門らと謀って可部川沿い城を築き、その落成の祝儀に山中成祐父子を招いて討ち取った。
天文2年（1533年）に所領の問題と武田光和夫人であった妹への待遇への不満、大内氏・毛利氏・熊谷氏の密約が漏れたこと、信直が武田氏の所領を横領したことなどで武田氏と対立。ついには自身の居城である三入高松城が攻撃を受けた。兵力は1,000余で、それを二手に分け、三入高松城を攻撃するのは総大将・武田光和以下、品川信定他200、もう一軍の総大将は武田一門の伴繁清、それに従うのは香川光景、己斐直之、熊谷一族の山田重任、温科家行、飯田義武、板垣繁任などのそうそうたる顔ぶれであった。それに対して熊谷勢は信直を総大将とし、弟の直続、末田直忠・直久兄弟、岸添清直、水落直政らがこれに従った。三入庄に侵攻した伴繁清率いる武田軍は三入横川表に進出し、防備を固めていた熊谷信直配下300と激突した。この横川表の戦いにおいて少数の熊谷勢は奮戦して、総大将の伴繁清を負傷させた。また三入高松城へ侵攻した本隊も多くの死傷者を出し、撤退を余儀なくされた。これを横川表の戦いと言い、この合戦を期に毛利氏との連携を強め、その指示へ従うようになった。
天文3年（1534年）2月上旬、大内義隆の命を受けた毛利元就の指示によって天野隆重や香川光景らと共に備後国に出陣し、同年7月3日に宮直信の亀寿山城を攻撃。籠城した宮直信が程無く病死したため、幼少の嫡男・宮元盛が後を継いだが、勇将であった宮氏家臣の丹下与兵衛も戦死したため、10月に和議を締結し開城した。
天文4年（1535年）頃から4年に渡って、安芸武田氏や尼子氏の攻撃を受けている。
天文8年（1539年）、室町幕府12代将軍・足利義晴に年始の礼として行平の太刀一腰と銅銭1000疋を献上し、2月28日に返礼の御内書を送られる。

### 吉田郡山城の戦いと安芸武田氏滅亡
天文9年（1540年）4月、安芸国における尼子氏与党であった沼田小早川氏の小早川正平が大内方に転じ、6月には安芸国内の尼子方の主軸であった安芸武田氏の武田光和が死去したことで、安芸国内における尼子氏勢力が後退した。さらに8月には大内義隆が周防国玖珂郡岩国に陣を進め、尼子方の安芸国人・平賀興貞が拠る頭崎城の攻略にむけて圧力を強めたため、尼子詮久（後の尼子晴久）は播磨国の攻略を中断し、頭崎城救援のために播磨遠征軍を安芸国に転進させ、途上にある毛利元就の吉田郡山城を第一の攻撃目標とした。この吉田郡山城の戦いの際に尼子詮久（晴久）は、信直に対して過分の知行を与えることを条件に尼子方として参陣するように度々誘いをかけたが、信直は毛利氏に味方した。
天文10年（1541年）1月13日、毛利元就と陶隆房（後の陶晴賢）の連合軍と尼子詮久（晴久）の軍による決戦が行われ、大叔父の尼子久幸らを失う損害を出し勝算を失った尼子詮久（晴久）は出雲国へ退却を開始。毛利軍の追撃を受けつつも、出雲国へ引き上げた。
同年5月13日には元就の命に従い、宍戸元源、宍戸隆家、天野興定、香川光景、己斐直之らと共に旧主である安芸武田氏の佐東銀山城を攻撃。武田光和の死後に安芸武田氏当主となっていた武田信実は吉田郡山城の戦いで尼子軍が撤退した際に牛尾幸清と共に出雲に逃亡していたため、香川光景と己斐直之らの術策を用いた降伏勧告により、安芸武田氏への忠義により自刃した内藤孫四郎を除く佐東銀山城の留守を守っていた将兵は降伏した。その後、佐東銀山城で降伏した将兵も含む安芸武田氏の残党が籠った伴城を毛利軍が陥落させた。これにより、鎌倉時代より続いた安芸武田氏は終焉を迎えた。
同年6月3日、吉田郡山城の戦いにおいて信直が尼子氏の誘いを拒絶した恩賞として、元就は熊谷氏がかつて可部を領有していた事を大内義隆に言上し、信直に可部を分与した。同年7月7日には大内義隆が毛利元就を通じて信直の忠誠を称賛して熊谷氏による可部と飯室の領有を承認し、7月19日には安堵された飯室の替地として大内義隆から安芸国安北郡新庄の75貫の地を与えられた。
さらに、天文11年（1542年）3月3日には周防国熊毛郡高水庄の内の50石の地を与えられている。

### 第一次月山富田城の戦い
天文11年（1542年）1月11日、吉田郡山城の戦いでの敗戦により勢力の衰えた尼子氏を討つべく、大内義隆が周防国山口を出陣。途中、三入庄の観音寺に宿泊して、出雲へ侵攻した。信直は弟の熊谷直続と共に大内軍に加わり、尼子氏家臣の赤穴光清や田中三郎左衛門らが籠城する赤穴城の攻撃に参加した。赤穴城は石見国から尼子氏の本拠である月山富田城に至る通路にあるため、功を焦った弟の直続が同年6月7日に手勢を率いて赤穴城を攻撃したが反撃を受け、直続は熊谷氏家臣の荒川与三と共に戦死した。
その後、月山富田城を包囲攻撃するも、吉川興経らの寝返りもあり、結局月山富田城攻略に失敗。熊谷勢も無残な退却戦となり、香川光景らと共に退却していたが、出雲鳶ノ巣川で一揆衆の襲撃を受け、乱戦の後に死地を脱した（月山富田城の戦い）。

### 吉川元春と新庄局の婚姻
天文16年（1547年）に娘の新庄局を毛利元就の次男・吉川元春に嫁がせているが、初めは元春が毛利元就に無断で新庄局との婚姻の申し出を信直にしていたことが元就から信直に宛てた書状に記されており、元就はこの時の元春のことを「幾度申し候ても、犬の様に候へ共」と評し、面目を失ったと述べているが、信直に対し元春への扶助を依頼している。この婚姻により熊谷氏は毛利氏との関係をより強化し、一門衆として扱われるようになった。そして、翌天文17年（1548年）には信直の孫でもある吉川元長が生まれている。
天文17年（1548年）8月、信直は元就と共に山口の大内義隆を訪問。翌年の3月まで山口に滞在した。
天文19年（1550年）9月、元就の命を受け、月山富田城の戦いで煮え湯を飲まされた幽閉中の吉川興経を天野隆重と急襲して殺害した。興経の首は信直家臣の末田直共が取った。

### 大内氏との戦い
天文20年（1551年）、大寧寺の変で大内義隆が家臣であった陶隆房の謀反により横死した。毛利氏は徐々に独立を志向し、陶氏率いる大内氏に従属を続けながらも、安芸国内の統一を目指した。
天文21年（1552年）は5月に備後で尼子氏と対陣し、7月には祝貞近を攻撃。9月には義隆の残党が立て籠もる安芸槌山城を攻略し、平賀隆保らを討ち取った。
天文22年（1553年）には、鶴首城主・三村家親を支援した吉川元春に従い、備中猿掛城主・庄為資を攻撃して降伏させた。
天文23年（1554年）、安芸国佐伯郡の石道と五日市における合戦で信直の軍が敵兵の首級68を挙げる活躍をしており、5月23日に元就と隆元の連名で信直の戦功に感謝する書状を送られている。
同年6月5日の折敷畑の戦いでも吉川軍主力として奮戦し、陶軍を掃討して宮川房長を自刃に追い込んだ。さらに6月8日の久嶋・白沙における合戦においても多くの敵兵を討ち取り、6月11日に毛利元就と隆元の連名で信直の戦功に感謝する書状を送られている。
同年8月5日、毛利元就と隆元から三宅寺田の替地として石道本城分の90貫の知行を与えられた。
天文24年（1555年）4月9日、毛利元就は毛利隆元、吉川元春、小早川隆景、宍戸隆家、志道元保、福原貞俊らを率い、熊谷信直の娘婿で毛利氏とも親しかったが防芸引分の際に大内方についた野間隆実の矢野城攻めに出陣。毛利軍に出城の明神山砦を攻め落とされて不利を悟った野間隆実は4月11日に舅の信直を通じて降伏した。
同年、陶晴賢率いる大内軍20,000が厳島に上陸。毛利軍の拠点で、己斐直之が籠もる島内の宮尾城を包囲攻撃した。信直は4人の息子高直、直清、広真、三須隆経らと兵を率いて、落城寸前となった宮尾城への援軍として入城した。旧暦10月1日に毛利元就率いる本隊が奇襲をかけた際に、城から撃って出て陶軍を撃破、晴賢を討ち取った（厳島の戦い）。その後始まる防長経略にも参戦。岩国へ進出して杉隆泰の鞍掛山城を攻略し、翌弘治2年（1556年）から3年（1557年）にかけて山口を制圧した。
弘治2年（1556年）10月28日、安芸国西条の内の阿土50貫文、熊野の内の50貫文、小方村の100貫文で合計200貫文の地を与えられる。
弘治3年（1557年）3月12日、毛利隆元、平賀広相、熊谷信直、中村元明、源員、兼定、阿曽沼広秀、小早川隆景の連署で、諸軍勢の狼藉や非法があれば互いに相談し、誰の被官・僕従であっても誅伐する旨の申し合わせを行う。
逃亡した大内義長を追って長門勝山城を包囲し、同年4月2日に内藤隆世は自刃し、降伏した義長も翌日の4月3日に自刃して果てた。
同年12月2日に毛利元就・隆元父子をはじめとして、信直を含む安芸国の国人領主が軍勢狼藉や陣払の禁止等を申し合わせた傘連判状を作成する。

### 伊豆守任官
永禄2年（1559年）、毛利元就が石見国の国人・小笠原長雄を攻撃するために石見に出陣すると、信直も従軍した。石見小笠原氏の援軍として石見に出陣した尼子晴久の軍が福屋隆兼の属城で神村下野守が守る川上松山城を攻撃すると吉川元春と信直がその救援に向かったため、尼子軍は撤退した。8月下旬に小笠原長雄は小早川隆景を通じて降伏し、12月には中村康之と石見最大の国人であった益田藤兼が毛利氏に降伏した。
ここまでの功により、室町幕府13代将軍・足利義輝は永禄3年（1560年）2月20日に信直を伊豆守に叙任した。また、2月25日には信直から贈られた太刀一腰と銅銭1000疋に感謝する足利義輝の御内書が送られている。なお、これらの足利義輝の御内書は京都から安芸国に下向する竺雲恵心に託されて信直のもとに届けられている。その後、信直は伊豆守に叙任された返礼として、足利義輝に太刀一腰と鵞眼（銅銭）1000疋、義輝側近の上野信孝に太刀一腰と銅銭300疋を贈り、8月8日に信直からの礼物に感謝する旨の足利義輝の御内書と上野信孝の副状を送られている。同年10月29日、竺雲恵心が京都から安芸国に下向し、信直の礼物に感謝する足利義輝の御内書が届けられたことを毛利隆元から祝される。
永禄4年（1561年）3月、毛利元就・隆元父子らが小早川隆景の居城である新高山城を訪問した際に、信直は平賀広相や保利中務少輔、木梨越前守等の国人と共に相伴の座に座り、元就・隆元・隆景と接する座席において饗応を受けた。
永禄5年（1562年）9月1日、毛利元就・隆元から周防国玖珂郡山代の五箇村の内の250貫文の地を与えられる。
同年11月5日、元就から本城常光の誅殺を命じられた吉川元春は、久利盛勝、粟屋春由、二宮俊実、森脇春方らを派遣して払暁に本城常光の陣所を襲撃し、二宮俊実が本城常光を討ち取った。同時に本城常光の三男・兵部少輔と四男・四郎次郎の陣所を市川経好と今田経高が襲撃し、両名を討ち取っている。更に人質であった本城常光の長男・太郎兵衛尉は石見国邑智郡の興宅寺において天野隆重によって殺害され、次男・大蔵左衛門尉は元春の陣中で山県康政と森脇春尚らに殺害された。この時の本城一族の粛清においては、老齢ながら奮闘した信直が軽傷を負ったのみで毛利方の死者は一人も出ておらず、この時の武功によって信直は11月10日に毛利元就・隆元から出雲国神門郡古志400貫を知行として与えられた。

### 第二次月山富田城の戦い
永禄6年（1563年）10月、元就率いる出雲遠征軍の一員として、出雲白鹿城を攻撃。城主・松田誠保は必死の防戦に努めたが、白鹿城は落城し、毛利軍は攻略に成功した。同年冬には出雲洗骸に陣を築いて月山富田城攻略の拠点とし、熊谷父子もそこに滞在して次の戦いに備えた。何度かの攻城戦の結果、元就は攻城の無理を悟り、長期攻囲作戦に切り替えた。そのため月山富田城内の兵糧は底をつき、徐々に逃亡兵が出るようになった。
永禄8年（1565年）12月28日、益田藤兼が吉川元春に起請文を提出し、それに対して元春も返報として益田藤兼に起請文を送ったが、そのやりとりの仲介を信直が行っている。なお、両者の起請文では、毛利家に対して別心無く忠誠を尽くす事、吉川氏と益田氏の重縁について、毛利輝元に等閑無き事、不仲な益田氏と吉見氏について今後は益田氏側から手出ししないので、もし吉見氏側から手を出した場合は元春と毛利氏が益田氏に味方する事、元春の取り成しにより益田氏が存続したことに対する感謝などが記されている。
永禄9年（1566年）、出雲国向山の毛利軍の陣に尼子軍が襲来した際に捨て置かれた毛利軍の旗を信直配下の兵が持ち帰ったため、信直は旗を吉川元春に託して元就に送っている。これに喜んだ元就は8月18日に旗を持ち帰ったことを賞賛する書状を元春と信直に送っている。
同年11月、尼子義久・倫久・秀久兄弟は降伏し、大名としての尼子氏は滅亡した。

### 大友氏、尼子再興軍との死闘
永禄11年（1568年）、吉川元春に従い熊谷親子は北九州に進出。博多を望む要衝・筑前立花山城を包囲攻撃し、援軍に現れた大友軍と激突した。立花山城は落城し、毛利氏の手中に収まった。
永禄12年（1569年）1月13日、室町幕府15代将軍・足利義昭から、本圀寺の変で襲来した三好軍を撃退したことを報じ、元就と輝元に対して四国出兵を命じたので軍忠を尽くすことを求める旨の御内書を送られ、合わせて上野信恵と一色藤長が副状を発給し、柳沢信政と聖護院道増が派遣された。安芸国に下向してきた聖護院道増に対し、信直は太刀一腰と馬一疋を贈っている。
同年閏5月28日に記された立花山城における合戦において毛利軍が鉄砲で敵を射ち伏せた人数を記録した注文によると、5月6日の戦いで信直の陣に加わった野村二郎兵衛が敵2人を射ち、それを信直・高直父子が確認したことが記録されている。また、5月18日には信直の陣に加わった白地与十郎が敵2人を射ち、それを森脇内蔵助が確認している。
同年8月19日付けで朝山日乗が織田氏等の動向など報じる書状の宛名の一人に信直が含まれている。
同年10月、大友宗麟の支援を受けた大内輝弘らが周防国秋穂から上陸して山口に乱入し、大内輝弘の乱が勃発すると、10月18日に吉川元春と小早川隆景らが率いる毛利軍の主力が長府に帰還し、10月20日には元春と福原貞俊が大内輝弘を討つために山口に出陣した。
永禄13年（1570年）1月、出雲国に侵攻した尼子勝久率いる尼子再興軍を攻めるため、粟屋元真や国司元武ら毛利氏の譜代家臣を率いた毛利輝元を総大将とした出雲遠征軍が編成され、吉川元春が石見勢、小早川隆景が備後勢、宍戸隆家が備中勢を率い、信直も軍勢を率いて従軍した。
元亀2年（1571年）6月14日、毛利元就の死去に際し、山陰に在陣中の吉川元春を除いて談合を行った重臣として、小早川隆景、宍戸隆家、福原貞俊、口羽通良と共に信直も名を連ねる。
元亀3年（1572年）4月、先祖の熊谷直実以来の熊谷家に伝わる伝家の宝刀の由来について記した書状を書き残す。
同年6月28日、将軍・足利義昭から、輝元に意見して毛利氏と宇喜多氏・大友氏との和睦に尽力するよう求められる。
同年9月12日の毛利輝元の返書の宛先から、この時の備前方面の毛利軍の軍略が吉川元春、小早川隆景、熊谷信直、福原貞俊、桂元延、口羽通良らの合議によって決定されていたことが窺われている。熊谷氏は当初は国人衆の一員として毛利氏権力の中では客分的処遇であり、権力の中枢からは距離を置かれた存在であったが、毛利元就の晩年の頃には毛利氏の動向を決定する中枢部に加わっていた。このように熊谷氏が毛利氏権力内での地位を向上させた原因としては、娘の新庄局が吉川元春と婚姻して毛利氏と縁戚関係になったこと、熊谷氏の本領が毛利氏の本領である吉田に近く、吉田と佐東を繋ぐ路線を押さえる位置にあって毛利氏の存立に関わる重要性を有したこと、信直が毛利氏に味方して以降一貫して毛利氏への忠勤に励み、元就の信頼を得たこと等が考えられている。
天正4年（1576年）、備後国に下向してきた足利義昭の側近である上野秀政と小林家孝が使者として派遣され、2月8日付けで足利義昭の帰洛に対する援助を信直に求める書状を送られる。これに対し、毛利輝元は6月2日に桂就延を使者として信直のもとに派遣し、足利義昭の帰洛援助の催促に応じるよう伝えている。また、天正元年（1573年）以降の3月23日に足利義昭から守護の格式で用いられる毛氈鞍覆と白傘袋の使用を許可されている。
天正7年（1579年）9月12日、熊谷家に伝来する宝刀の錆を落とし、鞘を新調した旨の書置きを記す。
同年10月26日、嫡男の高直が病死したため、以後は嫡孫の元直を補佐することとなる。また、その後も信直は元春と共に中国地方各地を常に吉川軍の主力として転戦し、最終的には国衆最高の16,000石を得た。

### 晩年

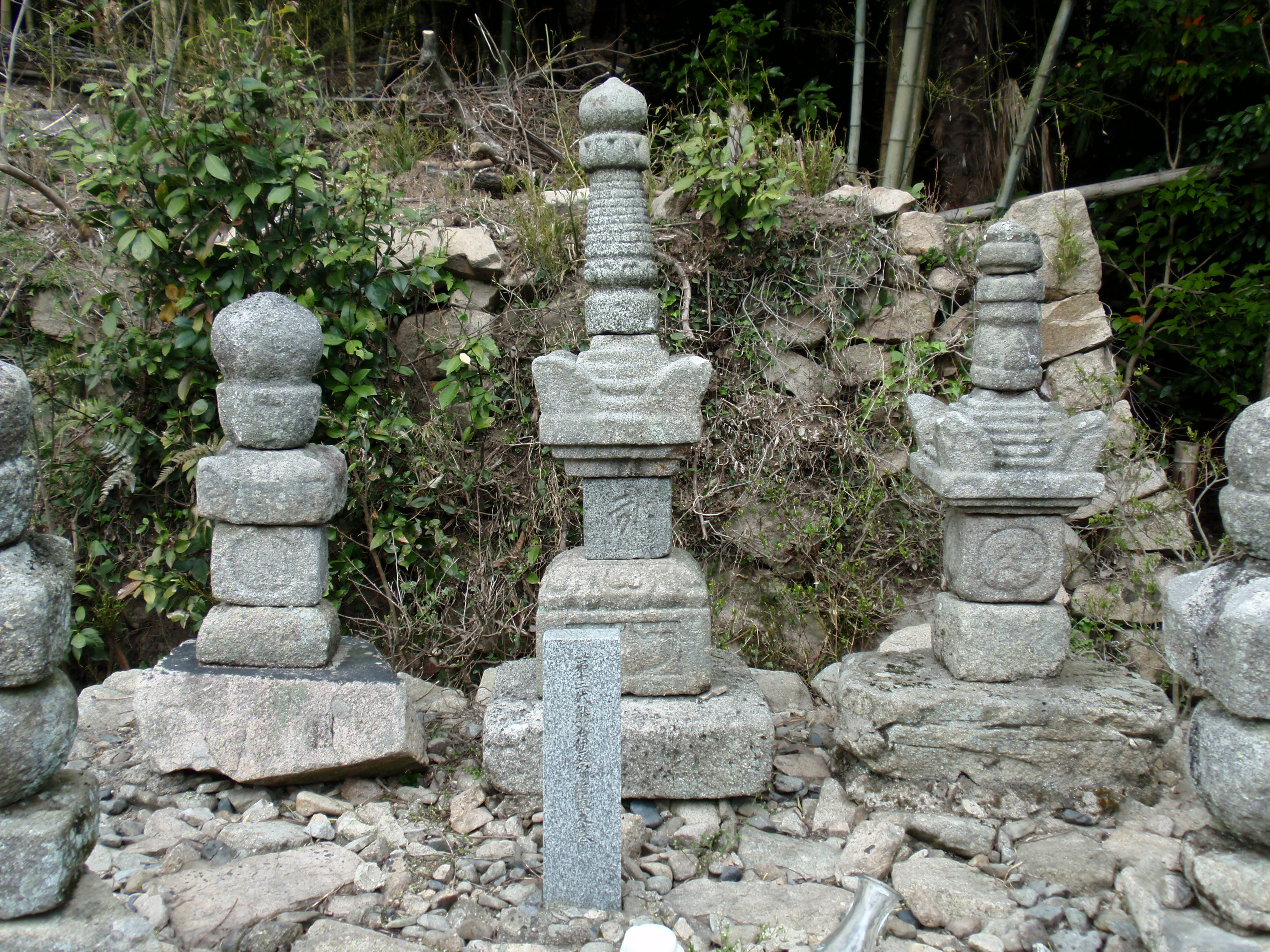
伝・熊谷信直墓

天正14年（1586年）11月15日に娘婿の吉川元春が、天正15年（1587年）6月5日には外孫の吉川元長が九州平定の出陣中に相次いで病死。元長の死により、元長と同じく信直の孫にあたる吉川広家が吉川氏の家督を相続した。
天正16年（1588年）7月7日辰の刻、毛利輝元が吉田郡山城を出発して上洛の途につき、同日正午に熊谷氏の所領である可部に到着すると、信直は嫡孫の元直と共に茶屋で輝元に三献の酒を参じ、信直からは刀一腰、元直からは太刀一腰と馬一疋を献上した。
文禄2年（1593年）3月末から腹の病を患った信直は既に87歳と高齢であることから死を覚悟していたが、文禄の役で朝鮮に出兵中の嫡孫・元直が帰国するまでは何とか生きながらえようと薬を服用していた。しかし、4月末には病状が重くなり、もはや元直に対面することは難しいと考えた信直は4月28日に元直に宛てて、熊谷氏の所領である三入・可部・宮守について、毛利家に対する忠勤に励むべき事、重書目録や熊谷直実の遺物を厳重に相伝する事などが記された遺言状を残している。
元直への遺言状を記した約1ヶ月後の5月26日に信直は病死した。享年87。
墓所は居城のあった三入高松城の麓、土居屋敷の近くにあった観音寺跡。毛利氏と共に熊谷氏が防長に移封された後も子孫は墓参を行っている。

## 逸話
- かつて安芸武田氏の保護を受けていた福王寺の縁起続記によると、天正2年（1574年）に信直が福王寺の本尊を拝した時に霊亀が池面に浮かび、長さ5尺余りの金色の甲羅と赤い喉を見せるという奇瑞が現れたと伝えられている[82]。
- 享保2年（1717年）に出版された軍記物の『陰徳太平記』では、信直について「器量骨柄世に勝れ、智勇才力人に超えたれば、ただ先祖・次郎直実再び出生したるにやと諸人唱へ合へりけり」と記している[83]。

## 系譜
- 父：熊谷元直（1490-1517）
- 母：宮若狭守の娘
- 妹：白井房胤室（?-?）
- 妹：武田光和、三須房清室（?-?）
- 弟：熊谷直続（?-1541） - 天文11年（1542年）に大内氏の尼子征伐に従い、赤穴城攻めで討死した。
- 正室：伴大方[84]（?-?） - 武田元繁の弟である伴好清（民部少輔）の娘。
  - 長男：熊谷高直（1527-1579） - 信直の嫡男。天正7年（1579年）に父に先立ち死去。
  - 三男：熊谷広真（1538-1570）
  - 五男：熊谷就真（1550-1624） - 末子。
- 母不明の子女
  - 長女：野間隆実室（?-?）
  - 次女：新庄局（?-1607） - 吉川元春正室。
  - 次男：熊谷直清（1530-1597） - 信直の弟・直続の養子。
  - 三女：山内隆通継室（?-?）
  - 四女：天野元明室（?-?）
  - 四男：三須隆経（?-?） - 信直の妹が再嫁した三須房清の養子。
  - 五女：香川広景室（?-?）

## 関連作品
- 『毛利元就』（1997年、NHK大河ドラマ、演：綿引勝彦）